# پیروزی سیاه
پیروزی سیاه (به انگلیسی: Dark Victory) فیلم ملودرام ۱۰۴ دقیقه‌ای به کارگردانی ادموند گولدینگ با بازی بت دیویس محصول ۱۹۳۹ ایالات متحده آمریکا است.

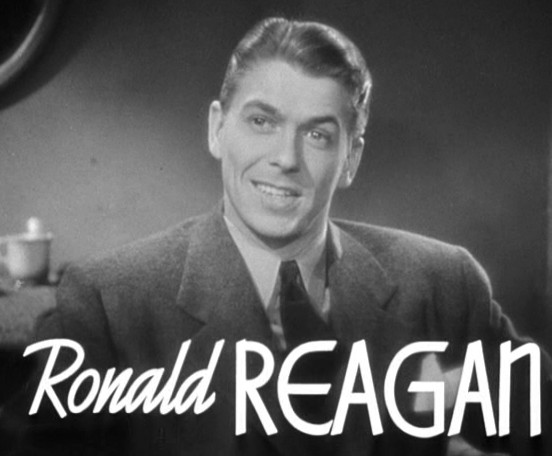
تصویر ریگان در پیش پرده فیلم